# Macrocentrus hunanensis
Macrocentrus hunanensis är en stekelart som beskrevs av He och Lou 1992. Macrocentrus hunanensis ingår i släktet Macrocentrus och familjen bracksteklar. Inga underarter finns listade i Catalogue of Life.